# ليلياوات (نبات)
الليلياوات (الاسم العلمي: Laeliinae)، عميرة نباتات جديدة تضم تضم 40 جنسًا من السحلبية، مثل براسافولا وليليا وملاعقية. جنس إبدندروم هو الأكبر داخل هذه العميرة الذي يحتوي على حوالي 1500 نوع. ويتبع ذلك جنس الطوقاء، مع أكثر من 120 نوعًا.